# Paenula

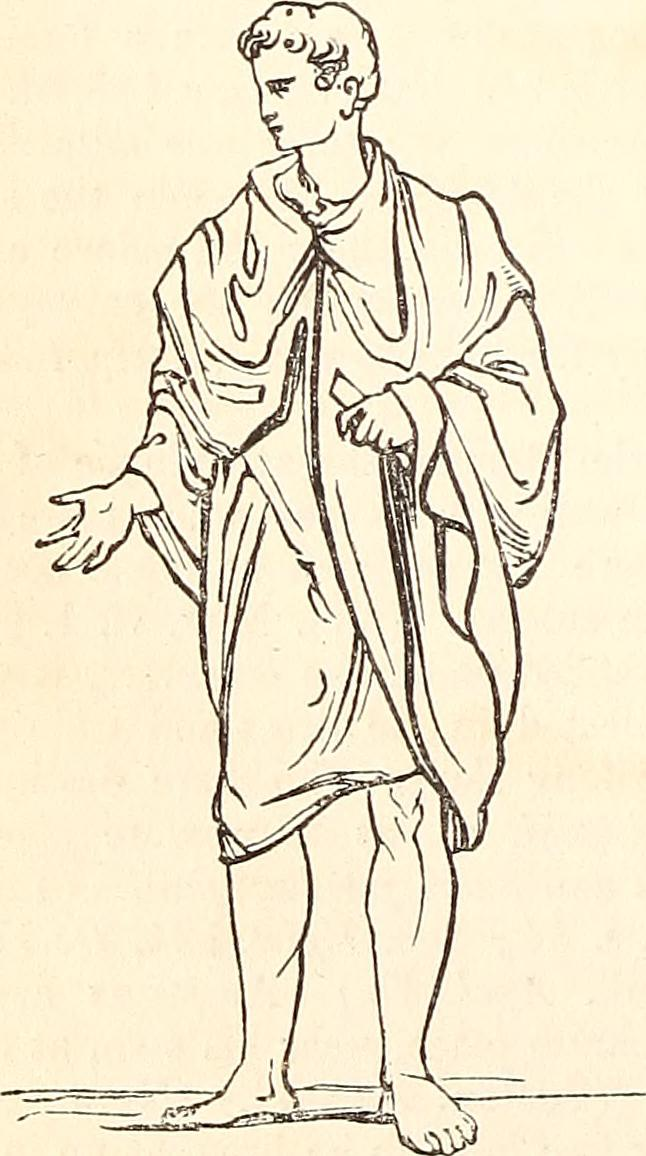

Paenula (z gr. φαίνολη phaínolē – płaszcz) – rzymskie wierzchnie okrycie bez rękawów, rodzaj peleryny z grubej tkaniny, odzież niższych warstw społecznych. 
Był to wełniany lub skórzany (paenula scortea), obszerny płaszcz, często z kapturem, spinany na ramieniu lub pod brodą, w kształcie półkloszowej peleryny sięgającej do połowy łydek. Noszony zwłaszcza przez mieszkańców wsi i podczas niepogody, używany był jako strój podróżny, przez żołnierzy i niewolników, rozpowszechniony także wśród pierwszych chrześcijan. Najpewniej był pierwowzorem ornatu. 
U Rzymian paenula należała do okrycia wierzchniego (amictus), przykrywającego odzież spodnią (indumenta). Miała kształt półkola, którego środek po nałożeniu leżał na karku, a obydwie połowy swobodnie zwisały równoległe z przodu, często zszyte; wówczas była narzucana jak ponczo, mając wycięcie na szyję, do którego doszywano kaptur (cucullus).